# Acropiesta rufiventris
Acropiesta rufiventris är en stekelart som beskrevs av Jean-Jacques Kieffer 1909. Acropiesta rufiventris ingår i släktet Acropiesta, och familjen hyllhornsteklar. Arten är reproducerande i Sverige.